# Желтоспинная острохвостая нектарница
Желтоспинная острохвостая нектарница (лат. Aethopyga siparaja) — вид птиц семейства нектарницевых. Вид встречается в тропических лесах Южной Азии от Индии до Филиппин и Индонезии. Ведет пассивный образ жизни.
Питается в основном нектаром, но также может поедать небольших жуков и других беспозвоночных. Нектар добывает тем же способом, что колибри. Места обитания: сады, парки, сосновые леса.
Размером довольно небольшой около 11 сантиметров в длину. Самцы имеют малиновую грудь. Выше клюва проходит небольшая чёрная полоска. Остальная часть туловища имеет оливковый цвет. У самки же грудка лимонного цвета, а спина имеет оливково-зелёный, на конце хвоста светло-белое оперение.
Желтоспинная острохвостая нектарница является национальной птицей Сингапура.

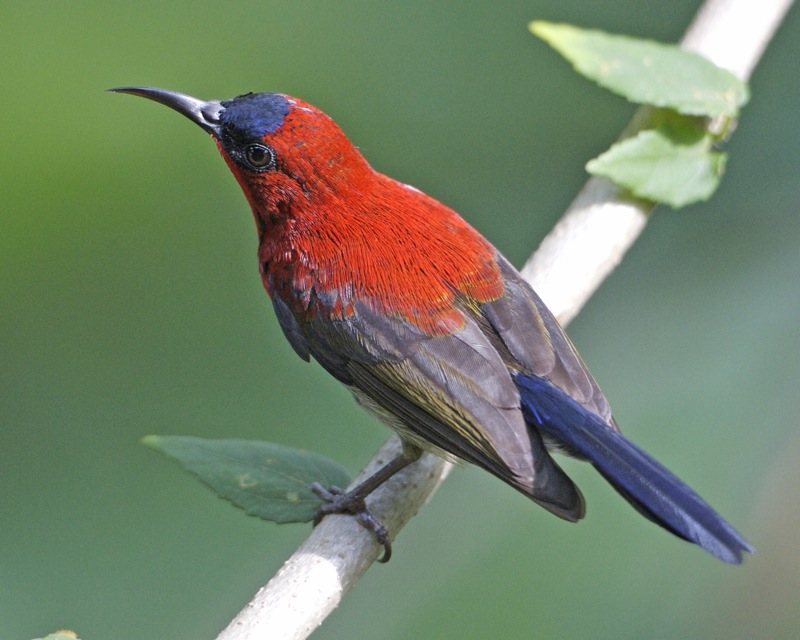
Самец
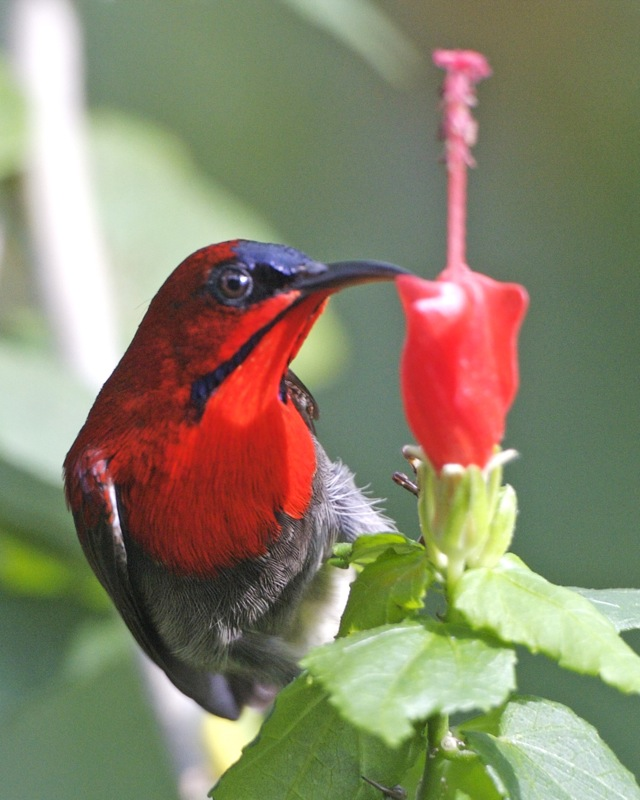
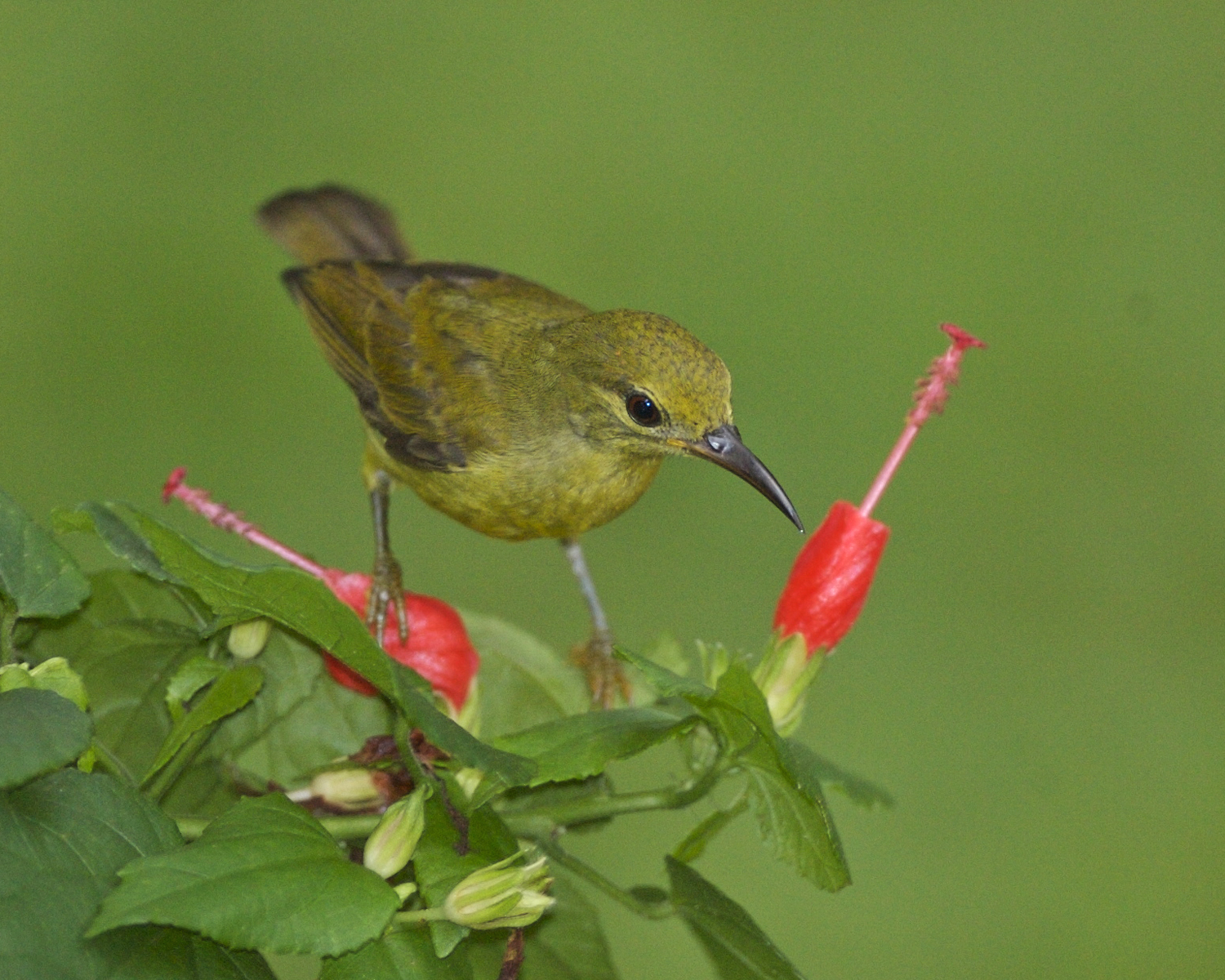
Самка
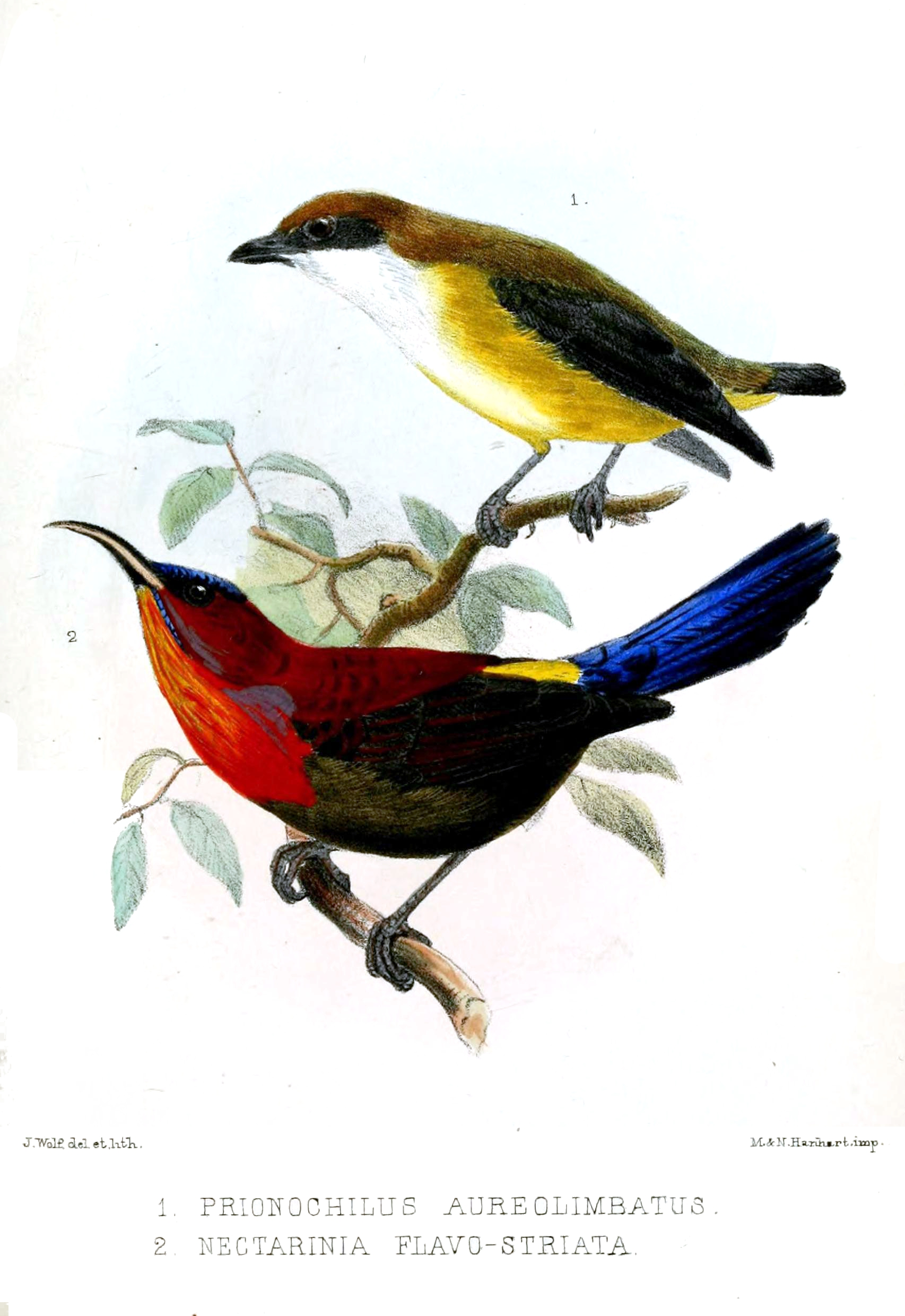